# 長村
長村（おさむら）は、長野県小県郡にあった村。現在の上田市真田町長・菅平高原にあたる。

## 地理
- 山：烏帽子岳、湯ノ丸山、的岩山、四阿山、根子岳、大松山
- 高原：菅平高原
- 河川：神川

## 歴史
- 1876年（明治9年）5月 - 真田村・横尾村・横沢村・大日向村が合併して長村となる。
- 1889年（明治22年）4月1日 - 町村制の施行により、長村が単独で自治体を形成。
- 1958年（昭和33年）10月1日 - 傍陽村・本原村と合併して真田町が発足。同日長村廃止。

## 交通

### 鉄道路線
- 上田丸子電鉄
  - 真田傍陽線
    - 石舟駅 - 長村駅 - 真田駅

### 道路
- 国道144号